# Джек Пэланс
Уо́лтер Джек Пэ́ланс (Па́ланс, Пэ́лэнс, англ. Walter Jack Palance, урождённый Влади́мир Ива́нович Палагню́к (укр. Володимир Іванович Палагнюк); 18 февраля 1919 — 10 ноября 2006) — американский актёр украинского происхождения.
Джек Пэланс получил признание как актёр жанра вестернов и номинировался на «Оскар» ещё в 1950-х годах, однако получил премию только в 1992 году за комедийную роль в фильме «Городские пижоны». Был также лауреатом премий «Золотой глобус» и «Эмми».

## Биография
Владимир Палагнюк родился 18 февраля 1919 года (по другим данным, 18 февраля 1920) в городе Латтимер-Майнс, в штате Пенсильвания, в семье украинских эмигрантов, перебравшихся в США: Ивана Палагнюка, уроженца села Иване-Золотое в Галиции (ныне Тернопольская область Украины), и Анны Грамяк, уроженки Львова. Отец Владимира работал шахтёром и умер от рака лёгких.
Как и его отец, Владимир некоторое время работал на угольной шахте — и юношу могла ожидать та же судьба, что и отца. Но помог спорт: Владимир выиграл внутренний футбольный чемпионат университета Северной Каролины — и успех забросил талантливого юношу в профессиональный спорт. В конце 1930-х годов Владимир начал карьеру профессионального боксёра под псевдонимом Джек Браццо но не достиг значительных успехов в тяжёлой весовой категории. По официальной боксёрской статистике был зарегистрирован только один четырёхраундовый бой Джека, который он проиграл по очкам Джо Бакси 17 декабря 1940 года в Уайт-Плейнсе.

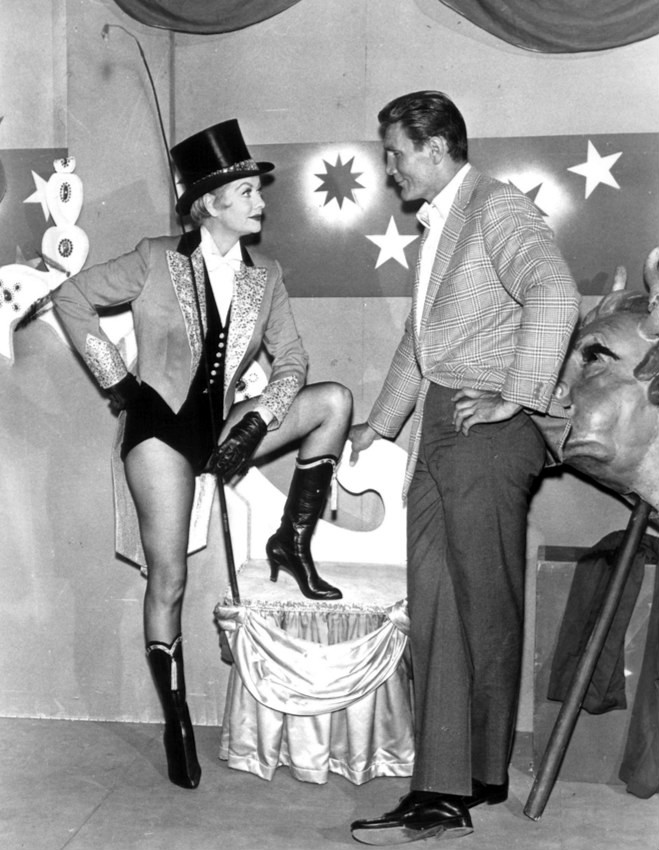
Люсиль Болл и Джек Пэланс в 1964 году

С началом Второй мировой войны он окончил боксёрскую карьеру и поступил в Военно-воздушные силы США, где во время учебного полёта на бомбардировщике «B-24» его самолёт загорелся. Владимир смог спастись на парашюте, но получил ожоги лица. После лечения и нескольких пластических операций Владимир Палагнюк повторно участвовал в военных действиях, получал награды и демобилизовался в 1944 году.
Воспользовавшись льготами для ветеранов войны, Владимир поступил в Стэнфордский университет на факультет актёрского искусства. Во время учёбы он зарабатывал на жизнь, подрабатывая в ресторанах, работая охранником, фотомоделью.
После окончания университета в 1947 году работал некоторое время репортёром в газете The San Francisco Chronicle и на радио. Первую актёрскую работу Джек получил на Бродвее, сыграв вместе с известным американским актёром Марлоном Брандо в спектакле по пьесе «Трамвай „Желание“». Позже Джек сам сыграл в этой пьесе главную роль Стэнли Ковальского. После того как он стал актёром, Владимир сменил своё имя на Уолтер Джек Пэланс (англ. Walter Jack Palance).

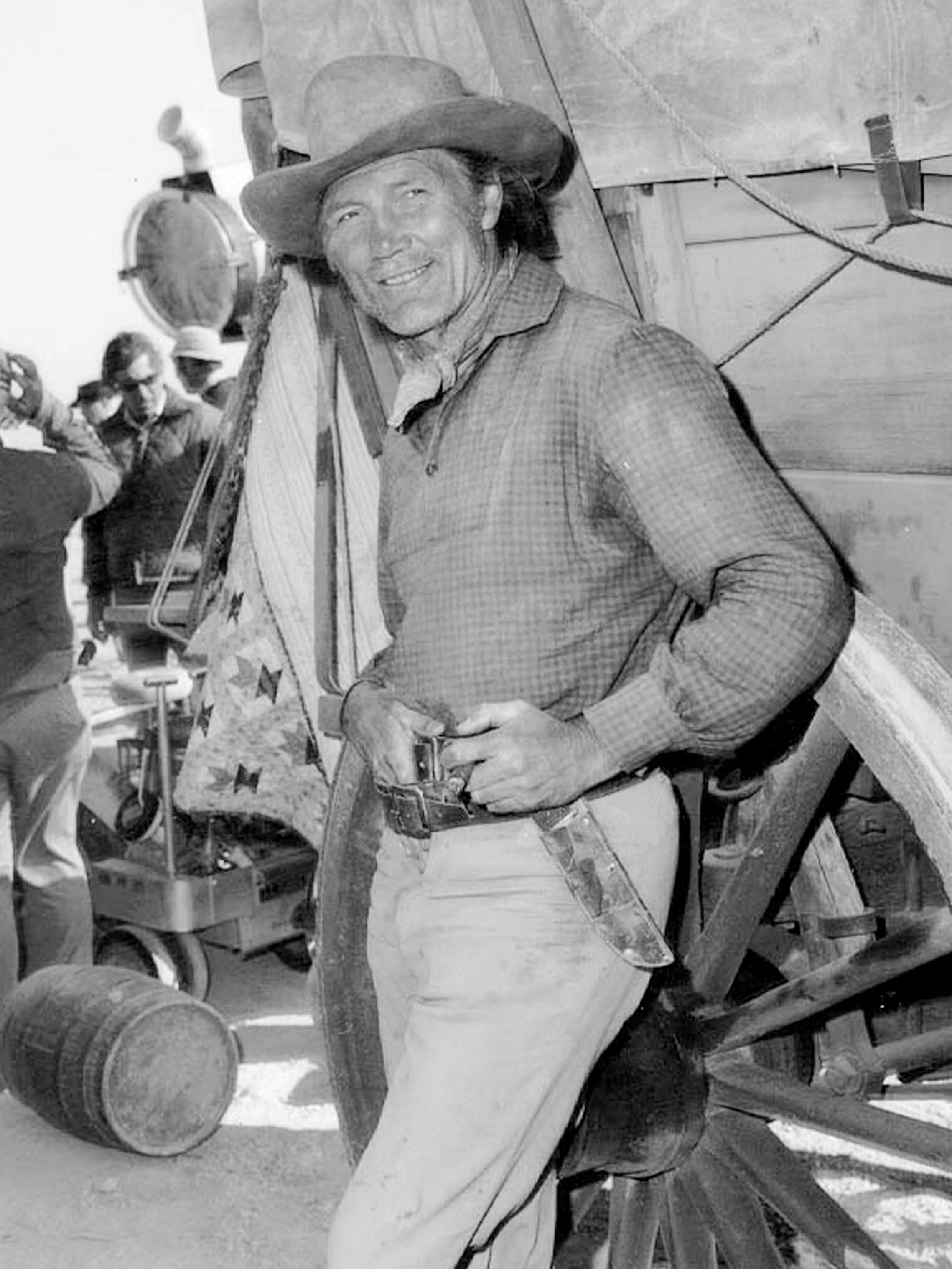
Джек Пэланс во время съёмок фильма «Крестник», 1974 год

Дебютом на экране была его роль преступника в ленте «Паника на улице» (англ. Panic in the Streets, 1950). Большинство его ролей — суровые и жестокие преступники (к чему располагал его хриплый голос и последствия ожога лица), хотя в частной жизни Джек был мягким человеком и увлекался искусством и поэзией. Джек Пэланс также некоторое время работал в Европе, где воспользовался возможностью играть более приятные и человечные роли, к которым не привыкла американская аудитория. Роль, которую лучше всего сыграл он в европейском кино — это роль в кинофильме «Презрение» (фр. Le Mépris).
Джек Пэланс жалел, что большинство ролей, сыгранных им, были отрицательные персонажи: он высказывался довольно критически о своей работе в Голливуде, называя большинство своих фильмов «мусором», а режиссёров — бездарными. Джеку всегда нравилась комедия, и именно за роль в комедийном фильме «Городские пижоны» (англ. City Slickers) он получил «Оскара» в 1992 году. Во время вручения «Оскара» он вспомнил, что раньше его звали Владимир, а продюсер, который уже тогда называл его «Джеком», предсказал ещё в 1949 году, что он получит «Оскар». А также решил показать, что есть ещё порох в пороховницах: отжался четыре раза на одной руке. Запомнившись благодаря комедийной славе этого кинофильма и бравурному и неординарному поведению во время церемонии награждения, Джек Пэланс снялся ещё в нескольких телекомедиях.
Скончался 10 ноября 2006 года в доме его дочери Холли.

## Личная жизнь

### Отношения
В 1949 году женился на Вирджинии Бэйкер, в браке родилось трое детей: Холли, Брук и Коди (умер в 1998). Пара развелась в 1968 году. Под Новый Год 2003 года Вирджинию насмерть сбила машина.
В 1987 году актёр женился на Элейн Роджерс, с которой прожил до смерти.

### Общественная позиция
В апреле 2004 года во время недели «Русских ночей» в Лос-Анджелесе Паланс отказался от звания народного артиста России, подчеркнув, что он украинец и не имеет ничего общего с российским кинематографом.

## Избранная фильмография
| Год  |    | Русское название                   | Оригинальное название                       | Роль                        |
| ---- | -- | ---------------------------------- | ------------------------------------------- | --------------------------- |
| 1950 | ф  | Паника на улицах                   | Panic in the Streets                        | Блэки                       |
| 1951 | ф  | Холмы Монтесумы                    | Halls of Montezuma                          | Льюис Майлстоун             |
| 1952 | ф  | Внезапный страх                    | Sudden Fear                                 | Лестер Блэйн                |
| 1953 | ф  | Шейн                               | Shane                                       | Джек Уилсон                 |
| 1953 | ф  | Человек на чердаке                 | Man in the Attic                            | Слейд                       |
| 1953 | ф  | Второй шанс                        | Second Chance                               | Кэппи Гордон                |
| 1954 | ф  | Знак язычника                      | Sign of the Pagan                           | Аттила                      |
| 1954 | ф  | Серебряная чаша                    | The Silver Chalice                          | Симон Волхв                 |
| 1955 | ф  | Большой нож                        | The Big Knife                               | Чарльз Касл                 |
| 1955 | ф  | Я умирал тысячу раз                | I Died a Thousand Times                     | Рой Эрл / Рой Коллинз       |
| 1957 | ф  | Дом чисел                          | House of Numbers                            | Арни Джадлоу / Билл Джадлоу |
| 1958 | ф  | Человек внутри                     | The Man Inside                              | Мило Марч                   |
| 1960 | ф  | Битва при Аустерлице               | Austerlitz                                  | генерал Франц фон Вейротер  |
| 1961 | ф  | Страшный суд                       | Il giudizio universale                      | синьор Маттеоне             |
| 1961 | ф  | Варавва                            | Barabba                                     | Торвальд                    |
| 1961 | ф  | Розамунда и Альбоин                | Rosmunda e Alboino                          | Альбоин                     |
| 1963 | ф  | Презрение                          | Le Mépris                                   | Джереми Прокош              |
| 1966 | ф  | Профессионалы                      | The Professionals                           | Хесус Раса                  |
| 1969 | ф  | Че!                                | Che!                                        | Фидель Кастро               |
| 1969 | ф  | Жюстина, или Несчастья добродетели | Justine, ovvero le disavventure della virtù | Отец Антонин                |
| 1973 | тф | Дракула                            | Dracula                                     | граф Дракула                |
| 1980 | ф  | Предостережение                    | Without Warning                             | Джо Тейлор                  |
| 1987 | ф  | Кафе «Багдад»                      | Bagdad Café                                 | Руди Кокс                   |
| 1988 | ф  | Молодые стрелки                    | Young Guns                                  | Лоуренс Дж. Мёрфи           |
| 1989 | ф  | Танго и Кэш                        | Tango & Cash                                | Ив Перре                    |
| 1989 | ф  | Бэтмен                             | Batman                                      | Карл Гриссом                |
| 1991 | ф  | Городские пижоны                   | City Slickers                               | Кёрли Уошбурн               |
| 1993 | в  | Киборг 2: Стеклянная тень          | Cyborg 2: Glass Shadow                      | Мэрси                       |
| 1994 | ф  | Фараоны и Робберсоны               | Cops And Robbersons                         | Джейк Стоун                 |
| 1994 | мф | Принцесса-лебедь                   | The Swan Princess                           | Ротбарт                     |
| 1999 | ф  | Остров сокровищ                    | Treasure Island                             | Джон Сильвер                |